# Engelbert van Karinthië
Engelbert van Karinthië (ca. 1070 – Seeon, 1141) was hertog van Karinthië en markgraaf van Istrië-Krain.
Engelbert was een zoon van Engelbert I van Spanheim en Hedwig van Saksen. Hij was met zijn vader medestichter van de abdij van Sankt Paul im Lavanttal in 1091. In 1096 volgde hij zijn vader op als graaf van Sponheim en door zijn huwelijk verwierf hij grote bezittingen in het dal van de Rott. Samen met zijn broers was hij een bittere tegenstander van de aartsbisschoppen van Salzburg en de bisschoppen van Gurk over voogdijrechten en andere bezittingen en leenrechten. In 1100 stichtte Engelbert het kasteel van Kraiburg am Inn en verwierf twee kastelen van de tegenbisschop van Gurk. Engelbert werd in 1103 ook vermeld als graaf van het Lavantthal, Marquartstein, Friesach en Kraiburg, voogd van Sankt Paul en Baumburg. In 1106 werd hij markgraaf van Istrië-Krain, waar hij ook in conflict kwam met de patriarch van Aquileia.
Hij ondersteunde trouw keizer Hendrik V tegen Polen, Bohemen en Hongarije. Engelbert had een belangrijke rol bij de kroning van Hendrik in 1111 en hij was een van de getuigen van het concordaat van Worms. In 1124 volgde hij zijn broer Hendrik IV op als hertog Engelbert II van Karinthië en markgraaf van Verona, al zijn andere bezittingen en functies verdeelde hij onder zijn zonen. In 1135 deed Engelbert ook afstand van Karinthië en Verona, en werd monnik in Seeon.
Hij was gehuwd met Uta van Passau, dochter van graaf Ulrich, en had volgende kinderen:
- Engelbert III van Istrië
- Hendrik (-1169), 1145 bisschop van Troyes (1145 - 3 januari 1169)
- Ulrich I van Karinthië
- Mathilde, huwde in 1123 met graaf Theobald IV van Blois (ovl. 13 december 1160/1161).
- graaf Rapoto I van Ortenburg (ovl. 26 augustus 1186), gehuwd met Elisabeth van Sulzbach, o.a. ouders van Rapoto II, paltsgraaf van Beieren.
- Hartwig, kanunnik in Salzburg, bisschop van Regensburg (1155-1164)
- Ida (ovl. 25 mei 1178) getrouwd met Willem III van Nevers
- mogelijk Irmgard, tweede vrouw van Adolf II van Berg
- mogelijk Adelheid, abdis van Göß

Bekende voorouders van Uta zijn:
- Udalrich van Passau (ca. 1050 - Regensburg, 24 februari 1099) graaf van Passau en Finningen, en Adelheid van Lechsgemünd (ca. 1065 - 24 februari 1108). Adelheid was in haar eerste huwelijk getrouwd met Markwart van Markwartstein en hertrouwde in een derde huwelijk met Berengar II van Sulzbach.
  - Rapoto van Cham (ca. 1020 - 15 oktober 1080) en Mathilde. Rapoto was graaf van Cham en voogd van de abdij Sankt Emmeram. Gesneuveld aan de kant van de keizer in de slag bij Hohenmölsen.
    - Diepold van de Augstgau (ca. 990 - 18 mei 1060) die in 1060 een Hongaarse prins naar het keizerlijke hof escorteerde. Gehuwd met een dochter van Riwin I van Oberdillingen 
      - Rapoto II van de Traungau (ca. 955 - na 1020)
        - Rapoto van de Traungau

  - Kuno van Lechsgemünd en Mathilde van Horburg (ca. 1040 - 1092-1094)